# Monetazione tipo Auriol
La monetazione "tipo Auriol" è una tipologia di circolazione monetale coloniale greco-antica del V secolo a.C., sviluppatasi e diffusasi in area tirrenica e nel Mediterraneo nord-occidentale.
La denominazione adottata proviene dalla località provenzale di Auriol, presso Marsiglia, nel dipartimento delle Bocche del Rodano, che ne restituì, nel 1863, la prima testimonianza grazie a un ricco ripostiglio monetale – oltre 2100 pezzi – noto come "tesoro di Auriol".
Alla monetazione espressa da questo primo rinvenimento furono accostati poi, per affinità, altri successivi ritrovamenti, restituiti da varie località dell'Italia tirrenica, della Francia e della Spagna meridionale.
La riconduzione ad un'omogenea tipologia di circolazione monetaria, pur nella varietà dei pezzi ritrovamenti, e la loro collocazione cronologica, si devono al Babelon che, nella sua prima indagine, si basò su vari elementi in comune quali, essenzialmente, la composizione esclusivamente argentea, l'analogia dei tipi monetali, l'identità dei valori divisionali.
Altre considerazioni, numismatiche e geografiche, lo spinsero a considerare la monetazione «tipo Auriol» quale prova dell'esistenza di una circolazione locale, soggiacente al fenomeno commerciale dei traffici dei colonizzatori focei nel Mediterraneo centro occidentale.

## Il tesoro di Auriol
Il tesoro di Auriol fu rinvenuto nel febbraio del 1867, in una località detta Les Barres, tra Auriol e Belcodène, nella regione della Provenza-Alpi-Costa Azzurra. Lo scopritore del ripostiglio, un certo Monsieur Aubert, coltivatore di professione, lo rinvenne nel proprio oliveto, occultato da una grossa pietra piatta, insieme ai frammenti fittili del suo contenitore, un vaso in argilla grigia all'epoca della scoperta già in frantumi. Quanto resta oggi del contenitore è visibile al Musée des Antiquités nationales di Saint-Germain-en-Laye.
Il tesoro subì invece, già nell'immediatezza della scoperta, una notevole dispersione: oltre la metà andò al Cabinet des Médailles della Biblioteca nazionale di Francia; il resto si divise tra il Cabinet des monnaies et médailles di Marsiglia, la collezione de Saulcy e altri medaglieri privati anche al di fuori di Francia.

### Composizione
Il tesoro di Auriol era costituito da circa 2.130 valori divisionali, tutti caratterizzati dalla coniazione esclusivamente argentea e dal piccolo taglio. Ad ogni pezzo corrisponde infatti, indipendentemente dal sistema ponderale di riferimento, un peso sempre inferiore alla dracma. In un solo caso si riscontra un peso di 3,20 grammi, in un esemplare indicato dal Babelon come «dracma» e recante al dritto una testa di cinghiale a destra, da lui definita «di stile molto barbaro».

## Altri rinvenimenti
Monetazione riconducibile ad uno stesso tipo, secondo il riconoscimento operato dal Babelon, è stata rinvenuta, in gruppi o esemplari isolati, in varie altre località: 
- Francia: Marsiglia, Cavaillon e Saint-Rémy-de-Provence
- Spagna: Rhoda, Emporiae, Pont de Molins (presso Figueras), Morella
- Italia: Volterra, Elea

Anche gli esemplari provenienti da questi ritrovamenti hanno conosciuto una dispersione simile a quella del tesoro di Auriol; alcuni dei pezzi non sono più rintracciabili, rimanendo documentati esclusivamente dai disegni delle loro edizioni singole.

## Datazione della monetazione tipo Auriol
La costituzione del ripostiglio di Auriol, secondo la cronologia proposta dal Babelon, risalirebbe al 470 - 460 a.C. A una stessa epoca, o di poco successiva, sono generalmente da collocare altri rinvenimenti riconosciuti dello stesso tipo. Fanno eccezione comunque i ritrovamenti in terra iberica la cui datazione sarebbe da collocare a qualche decennio più tardi, circa al 450 a.C., vista la presenza di monete massaliote caratterizzate, al recto, dal granchio o dalla ruota. Più tarda è anche la datazione del deposito di Cavaillon, con le sue monete massaliote di avanzato V secolo, accostate all'unico esemplare di "tipo Auriol", confrontabile ad altri provenienti da Pont de Molins.